# Kujtun
Kujtun (russisk: Куйтун, tr. Kujtun) er en by i Irkutsk oblast, Sibiriske føderale distrikt i Den Russiske Føderation omkring 330 kilometer nordvest for oblastens administrative center, Irkutsk. Byen har 9.838(2021) indbyggere og blev grundlagt i 1680 .

## Historie
Byen er første gang beskrevet omkring 1680 . Den blev nævnt igen i anden halvdel af 1700-tallet ved opførelsen af en kirke og et postkontor i forbindelsen med konstruktionen af Sibirienvejen. I 1899 førtes Den transsibiriske jernbane gennem byen. Under Den Russiske Borgerkrig underskrev Den Røde Hær og den Tjekkoslovakiske legion en fredaftale i byen og en aftale om de tjekkoslovakiske troppers tilbagetrækning i retning mod Vladivostok.
I 1957 fik byen bystatus.

### Indbyggerudvikling
| År   | Indbyggertal |
| ---- | ------------ |
| 1959 | 8.827        |
| 1970 | 10.781       |
| 1979 | 10.774       |
| 1989 | 11.137       |
| 2002 | 10.847       |
| 2010 | 10.097       |

Note: Data fra folketællinger